# Don Airey
Donald Smith "Don" Airey (Sunderland, 21 de junho de 1948) é o tecladista da banda de rock Deep Purple desde 2002, quando substituiu o tecladista e fundador da banda, Jon Lord. Don Airey tem uma carreira longa e produtiva, trabalhando com artistas e bandas como Gary Moore, Ozzy Osbourne, Judas Priest, Black Sabbath, Jethro Tull, Whitesnake, Colosseum II, Sinner, Michael Schenker, Uli Jon Roth, Rainbow, Divlje Jagode e Living Loud. Ele também trabalhou com Andrew Lloyd Webber.

## Biografia
Nascido no nordeste da Inglaterra, apaixonou-se pela música ainda jovem estudando piano clássico aos 7 anos de idade. Ele continuou seu amor pela música se graduando na Universidade de Nottingham e no Royal Northern College of Music. Em 1971, ele se mudou para Londres e entrou para a banda Cozy Powell's Band Hammer. Don trabalhou em vários álbuns com artistas solo e em 1978 participou como músico de estúdio no Black Sabbath, na gravação do álbum Never Say Die.
Em seguida, uniu-se ao Rainbow e tocou no álbum solo de Gary Moore, Back on the Streets. Com o Rainbow ele contribuiu com dois ótimos álbuns, Down to Earth e Difficult to Cure. Em 1980, Don Airey tocou no primeiro álbum solo de Ozzy Osbourne, Blizzard of Ozz, onde fez a famosa introdução em estilo gótico para a música "Mr. Crowley". Depois de deixar o Rainbow em 1981, Don se juntou a Ozzy Osbourne onde participou dos álbuns Bark at the Moon e Speak of the Devil. Don se juntou ao Jethro Tull em 1987 para uma turnê. Em seguida deixou a banda para registrar seu primeiro álbum solo "K2", lançado em 1988.
Don ficou semi-aposentado até meados de 2001, quando se juntou ao Deep Purple para substituir Jon Lord, que estava se dedicando a sua carreira solo. Don se uniu ao grupo como um tecladista em tempo integral em março de 2002.
Ele vive hoje com sua esposa Doris e seus três filhos no Sudoeste de Cambridgeshire, na Inglaterra. Ele também trabalhou com o Iron Maiden e no álbum solo de Bruce Dickinson, tocando teclados em "Darkness Be My Friend". Em 2006, Don contribuiu no álbum solo de Gary Moore, Old New Ballads Blues, participando de todas as faixas.

## Discografia
- 1974 – Cozy Powell – "Na Na Na" (single)
- 1976 – Babe Ruth – Kid's Stuff
- 1976 – Colosseum II – Strange New Flesh
- 1977 – Colosseum II – Electric Savage
- 1977 – Colosseum II – War Dance
- 1977 – Andrew Lloyd Webber – Variations
- 1978 – Jim Rafferty – Don't Talk Back
- 1978 – Strife – Back to Thunder
- 1978 – Black Sabbath – Never Say Die!
- 1979 – Gary Moore – Back on the Streets
- 1979 – Rainbow – Down to Earth
- 1979 – Cozy Powell – Over the Top
- 1980 - Ozzy Osbourne – Blizzard of Ozz
- 1980 – Michael Schenker Group – The Michael Schenker Group
- 1980 – Bernie Marsden – And About Time Too
- 1981 – Ozzy Osbourne – Diary Of A Madman
- 1981 – Cozy Powell – Tilt
- 1981 – Rainbow – Difficult to Cure
- 1981 – Rainbow – Finyl Vinyl (compilação – 1986)
- 1982 - Gary Moore - Corridors of Power
- 1983 – Gary Moore – Dirty Fingers
- 1983 – Gary Moore – Rockin' Every Night - Live in Japan
- 1983 – Ozzy Osbourne – Bark at the Moon
- 1985 – Alaska – The Pack
- 1985 – Phenomena – Phenomena
- 1985 – Gary Moore – Run For Cover
- 1986 – Zeno – Zeno,[1][2]
- 1987 – Thin Lizzy – Soldier of Fortune (compilation)
- 1987 – Whitesnake – Whitesnake
- 1987 – Wild Strawberries – Wild Strawberries
- 1987 - Helix - Wild in the Streets
- 1988 – Fastway – Bad Bad Girls
- 1988 – Jethro Tull – 20 Years of Jethro Tull
- 1989 – Don Airey – K2
- 1989 – Gary Moore – After the War
- 1989 – Whitesnake – Slip of the Tongue
- 1989 – Crossbones – Crossbones
- 1990 – Perfect Crime – Blond on Blonde
- 1990 – Jagged Edge – You Don't Love Me
- 1990 – Judas Priest – Painkiller
- 1990 – Bruce Dickinson – Tattooed Millionaire
- 1990 – Forcefield – IV – Let the Wild Run Free
- 1990 – Gary Moore – Still Got the Blues
- 1990 – Tigertailz – Bezerk
- 1992 – Cozy Powell – Let the Wild Run Free
- 1992 – UFO – High Stakes & Dangerous Men
- 1992 – Anthem – Domestic Booty
- 1992 – Kaizoku – Kaizoku
- 1993 – Brian May – Back to the Light
- 1994 – Graham Bonnet – Here Comes the Night
- 1994 – The Kick – Tough Trip Thru Paradise
- 1994 – Katrina and the Waves – Turnaround
- 1997 – Quatarmass II – Long Road
- 1997 – Glenn Tipton – Baptizm of Fire
- 1998 – Colin Blunstone – The Light
- 1998 – The Cage – The Cage
- 1998 – Olaf Lenk – Sunset Cruise
- 1998 – Eddie Hardin – Wind in the Willows (live)
- 1998 – The Snakes – Live in Europe
- 1999 – Millennium – Millennium
- 2000 – Micky Moody – I Eat Them for Breakfast
- 2000 – Silver – Silver
- 2000 – Uli Jon Roth – Transcendental Sky Guitar
- 2000 – Olaf Lenk's F.O.O.D. – Fun Stuff
- 2000 – Ten – Babylon
- 2002 – Company of Snakes – Burst The Bubble
- 2001 – Mario Fasciano – E-Thnic
- 2001 – Judas Priest – Demolition
- 2001 – Silver – Dream Machines
- 2001 – Rolf Munkes' Empire – Hypnotica
- 2001 – Company of Snakes – Here They Go Again
- 2002 – Metalium – Hero Nation – Chapter Three
- 2002 – Bernie Marsden – Big Boy Blue
- 2002 – Rolf Munkes' Empire – Trading Souls
- 2003 – Deep Purple – Bananas
- 2003 – Living Loud – Living Loud
- 2003 – Silver – Intruder
- 2005 – Kimberley Rew – Essex Hideaway
- 2005 – Deep Purple – Rapture of the Deep
- 2006 - Gwyn Ashton - Prohibition
- 2006 – Gary Moore – Old New Ballads Blues
- 2006 - Glenn Tipton - Edge of the World
- 2008 – Don Airey – A Light In The Sky
- 2008 – Judas Priest – Nostradamus
- 2011 – Saxon – Call to Arms
- 2011 - Wishbone Ash - Elegant Stealth
- 2011 – Don Airey – All Out
- 2013 – Deep Purple - Now What?!
- 2017 – Deep Purple - Infinite
- 2020 – Deep Purple - Whoosh!